# Docu
Docu, originalmente Hispavisión (hasta 2001), Grandes Documentales Hispavisión (hasta 2005) y Docu TVE (hasta 2008), fue un canal de Televisión Española dedicado a documentales y otros programas sobre cultura.

## Historia
El primer esbozo de un canal de estas características en España se produce el 10 de agosto de 1972, cuando Telefónica y TVE, bajo la dirección de Adolfo Suárez, firmaron un acuerdo para la creación de la operadora de cable Cablevisión (o bien Tele Cable o Cable TVE), que contendría el tercer canal de TVE, la Cadena Documento. Durante el verano de 1973 se publicó una parrilla de programación en la que se preveía que el canal contaría con la emisión de cursos de idiomas de francés e inglés, documentales, noticias y una franja matinal de dos horas con retransmisión de la Bolsa. Finalmente, el tercer y el cuarto canal de TVE, la Cadena Espectáculo, no se concretaron y, pese a un nuevo intento de creación en 1976, quedaron en un proyecto inacabado.
No obstante, el origen de este canal se remonta a 1994, cuando el Gobierno de la Generalidad Valenciana y TVE (presidida por Jordi García Candau) firman un convenio de participación. Posteriormente, el 10 de octubre de 1994, se pusieron en marcha las emisiones regulares del canal Hispavisión vía satélite, dirigido especialmente al público latinoamericano y centró inicialmente su oferta en cine y espectáculos.
Con el tiempo, su programación cultural tomó relevancia, convirtiéndose en Grandes Documentales Hispavisión, nombre que adoptó en 2001. Así, la oferta del canal se consolidó, basada en documentales y otros programas divulgativos, y manteniendo un enfoque especial para el público de América. El canal también podía verse a través de Vía Digital en España, hasta la extinción de la plataforma digital de pago, donde perduraría solamente en algunas operadoras de cable.
El 10 de octubre de 2005, Grandes Documentales Hispavisión pasa a ser Docu TVE, algo que también supone una remodelación en el canal, que cambia su parrilla y ofrece nuevos documentales, potenciando la producción propia. Docu TVE pasó además a emitir en Digital+ (Dial 67) y por Internet a través del programa de P2P Octoshape. 
El canal también iba a entrar, en un principio, en la oferta de nuevos canales TDT de TVE, pero se quedó fuera de la oferta digital por excederse el espectro asignado a la operadora. Aunque se replanteó su inclusión para 2010, esa idea se descartó tras la puesta en marcha de un proyecto de canal cultural por parte de TVE y el Ministerio de Cultura, que sería producido en San Cugat del Vallés. Docu TVE desapareció a las 22:00 del 23 de abril de 2009, siendo sustituido por el nuevo canal Cultural·es.